# Graeme Atkinson
Graeme Atkinson (sinh ngày 11 tháng 11 năm 1971) là một cựu cầu thủ bóng đá người Anh thường thi đấu ở vị trí tiền vệ.
Ngày 4 tháng 7 năm 2008, Atkinson được xác nhận là trinh sát viên của đội bóng tại Conference National Barrow.